# Bezirk Erfurt
De Bezirk Erfurt was een van de 14 Bezirke (districten) in het zuidwesten van de Duitse Democratische Republiek (DDR). De door landbouw en industrie gekenmerkte bezirk ontstond op 25 juli 1952 als gevolg van een bestuurlijke herindeling, waarbij de deelstaten werden afgeschaft en werd gevormd uit het noordwestelijke deel van het Land Thüringen en enkele randgebieden van Saksen-Anhalt. Bezirksstad was Erfurt. Na de hereniging met de Bondsrepubliek in 1990 werd de Bezirk Erfurt opgeheven en ging hij op in de deelstaat Thüringen.

## Geografie
De Bezirk Erfurt omvatte een gebied van 7.325 km², dat zich uitstrekte over Noord-Thüringen en grote delen van Midden-Thüringen. In het gebied lagen onder meer de natuurgebieden Thüringer bekken met het Eichsfeld, delen van de Harz en van het Thüringer Woud.
Aangrenzende bezirke waren Bezirk Maagdenburg in het noorden, Bezirk Halle in het noordoosten, Bezirk Gera in het oosten en zuidoosten en in het zuiden de Bezirk Suhl. In het westen en noordwesten verliep de staatsgrens met de Bondsrepubliek Duitsland en de aangrenzende deelstaten Hessen in het westen en Nedersaksen in het noordwesten.

## Bestuurlijke indeling
Bij de vorming van de Bezirk Erfurt vond er ook een bestuurlijke herindeling op Kreisniveau plaats. De Bezirk bestond uit 13 Kreise en de twee stadtkreise Erfurt en Weimar.
1. Kreis Apolda
2. Kreis Arnstadt
3. Kreis Eisenach
4. Kreis Erfurt-Land
5. Kreis Gotha
6. Kreis Heiligenstadt
7. Kreis Langensalza
8. Kreis Mühlhausen
9. Kreis Nordhausen
10. Kreis Sömmerda
11. Kreis Sondershausen
12. Kreis Weimar-Land
13. Kreis Worbis

Bezirke: Cottbus · Dresden · Erfurt · Frankfurt · Gera · Halle · Karl-Marx-Stadt · Leipzig · Magdeburg · Neubrandenburg · Potsdam · Rostock · Schwerin · Suhl

Overig gebied: Oost-Berlijn